# تامپانایکولام
تامپانایکولام (به لاتین: Thampanaikkulam) یک منطقهٔ مسکونی در سری‌لانکا است که در استان شمالی (سری‌لانکا) واقع شده‌است.